# オチキス H35
オチキス H35（制式名称Char léger modèle 1935 H、軽戦車1935年型-H、Hはオチキス社を示す識別記号）は第二次世界大戦前に開発されたフランスの軽戦車である。

## 開発
1926年、通常の歩兵師団に対する支援任務のために独立戦車大隊を創設すること、その大隊には安価な軽歩兵戦車（フランス語でシャール・ダコンパニュモンchar d'accompagnement＝随伴戦車と名付けられた）を配備することが決定された。当初、この目的のためにルノー D1が開発されたのだが、これは特に安くも軽くもなかった。
1933年、オチキス社は自主案として、より軽量の戦車のデザインを提出した。これは、車体各部を鋳造し継ぎ合わせるという新技術によるものだった。1933年6月30日、提案は戦車開発の諮問委員会（Conseil Consultatif de l'Armement）で承認され、8月2日には、重量6トン、装甲厚30mmという仕様も決定された。3輌の試作車がオチキス社に対し発注されたが、一方で、他のフランス国内各メーカーに対しても、比較案を募ることとなった。その結果、いくつかのメーカーが競争に参加したが、このうちルノーはオチキスに先んじて試作車を完成させ、これはその後ルノー R35として採用された。
一方オチキスの試作車も、1935年1月18日に、ヴァンセンヌの機械化兵器評価委員会（Commission d'Expérience du Matériel Automobile、CEMA）に引き渡されたが、この1号車は、砲塔を持たず、ケースメート式に機銃1丁のみを装備したむしろ豆戦車と呼ぶべき車両だった。同車は1935年3月4日までテストされ、その後同型の2号車に代わって、こちらは5月6日までテストが行われた。結局これらは不採用となったが、それは1934年6月21日の段階で、装甲厚を40mmにすべしという新しい仕様が導入されていたためで、1935年6月27日、委員会は必要な設計変更を盛り込むことを条件に同車の開発続行を認めた。
8月19日、新しい鋳造のAPX砲塔を搭載した試作3号車が引き渡され、9月20日までのテストを経て採用となり、11月6日には最初の200輌の発注が行われた。生産初号車は1936年9月12日に引き渡され、その年の内にさらに92輌、108輌の2度の追加発注も行われた。

## 歩兵科による拒絶と騎兵科での採用
量産開始後、生産車を使い、1936年12月4日まで再び入念なテストが行われた。その結果、同車は操行性能が著しく貧弱であることが判明した。いくらか凹凸の激しい場所では安全に操縦することすら難しく、これは戦車に寄り添って進む味方歩兵をはなはだ危険な状態に晒すことを意味した。そのため歩兵科では、最初の100輌（第13および28戦車大隊の2個大隊装備分）を除き、それ以上の調達を拒否した。このため、歩兵部隊が装備する軽戦車としては、競作のルノー R35が主となった。
本来そのまま生産停止となるところだが、政治的理由によって生産は続行され、残り300輌の発注は騎兵科によって（それ以外の戦車では予算が出ないという、半ば無理矢理な状況下で）受け入れられることになった。またこれには、騎兵部隊の場合は不整地上よりは路上での行動が多いために操行性能の欠点の影響が少なく、またH35の最高速度が28km/hで、ルノー R35の20km/hよりいくらか速いことも理由となった。とはいえ、H35はギアボックスの性能が悪く、平均速度ではR35に劣った。

## 技術的特徴
オチキス H35は小型の車両で、全長4.22m、全幅1.95、全高2.15m、重量は11.37トンである。車体は6つの鋳造部分（エンジンデッキ、戦闘室、車体前部、車体後部、車体下部の左右）から成り、それぞれをボルト結合していた。鋳造装甲は傾斜面が多くショットトラップを少なくし、避弾経始の点でメリットがあった。
とはいえ、それでも歩兵戦車としての装甲防御力は充分とは言えなかった。車体の最大装甲厚は要求された仕様の40mmではなく34mmしかなく、しかも多数の下請工場を使ったことで、後々まで品質の問題がつきまとった。具体的には、当初は装甲板が柔らかすぎ、次に硬度を上げると今度は脆く、しかもあちこちに“す”が入り脆弱な箇所が出来てしまった。
乗員は2名で、操縦手は車体前部、鋳造の2枚ハッチの後ろに位置した。オチキスH35の操縦は非常に面倒な仕事だった。オチキスには、競作されたルノーR35が持っていたクリーブランド式ディファレンシャルはなく、操行時に予想外の挙動を起こした。ブレーキはその是正にあまり役立たず、しかも傾斜地を走り降りる際、非常に効きが弱かった。さらにギアボックスも厄介で5速に入れるのが難しく、カタログ上の最高速度である28km/hを出せることはめったになかった。結局、操縦手は無理な操縦を重ねることになり、故障が頻発した。機械的信頼性は乏しかった。
サスペンションは片面3組のボギーを持つ。初期の量産車ではボギー側部のラインが折れ曲がっていたが、後にまっすぐになった。このサスペンション・ボギーは、一見、競合相手のルノー R35に似ていたが、ルノーが水平ゴム・スプリングを使っているのに対し、オチキスはコイル・スプリングを使用していた。エンジンは78馬力、6気筒、排気量3480ccで、航続距離は180リットルの燃料タンクで129kmの走破が可能であった。
車長は、軽戦車の標準砲塔であるAPX-R砲塔内に位置。この砲塔は40mm装甲の鋳鋼製で、短砲身37mm砲SA18を備えていた。この主砲は、最大でも23mmの装甲貫徹力しか持っていなかった。主砲弾は100発、7.5mmレイベル機銃とその弾薬2400発を搭載していた。
砲塔ハッチは後部にあり、行軍中は開いたハッチが車長席となった。この場所に座っている場合には、車長は周囲をよく見渡せたが、当然ここでは身を守る術はなく、即座に砲を扱うこともできなかった。戦闘中は後部ハッチを閉じ、砲塔リング部にさし渡されたベルトに座り、ハッチのないキューポラを通して外部を見るというのが定位置だが、ここは著しく視野が限られた。
騎兵部隊では、この乗員配置も弱武装も好まれなかった。特に後者に関しては、薬室を広げ、大型の薬莢を使うことで多少の改善が図られた。この改造によって初速は600m/秒に、装甲貫徹力は30mmに上がったが、一方で砲身寿命も著しく縮めたので、騎兵部隊の一部の車両に施されたに留まった。
1940年春以降、防御力向上のため、もともとのシュレティアン式の双眼鏡式観察装置は、徐々にスリット式の観察装置に交換された。

## 軽戦車1935年型H-1939年改
騎兵部隊はより以上の最高速度を欲したため、1936年10月以降すでに行われていたテストに従って、より強力なエンジンの搭載が決定された。新しい試作車が1937年に製作されたが、これは従来の78馬力に替えて、120馬力のエンジンを搭載していた。新型エンジン搭載に伴って後部エンジンルームはかさ上げされ、履帯とサスペンションも改良され、これに伴い重量も12.1トンに増加していた。この改良型は最高速度が36.5km/hにまで引き上げられているだけでなく、操縦も容易になっていた。
試作車は1939年1月31日、まず、従来型への否定的評価を覆せるかどうかを賭けて、歩兵科の試験委員会（Commission d'Expérimentations de l'Infanterie）に提出された。委員会では即座に性能向上の成果を認め、「オチキス製軽戦車1935年型－1939年改」（Char léger modèle 1935 H modifié 39）として採用、2月18日、通算401号車から新型へと生産を切り替えることを決定した。これは、すでに1937年と1938年の200輌の旧型発注分の生産が始められていたためである。その後、新型の発注は900輌にまで増やされた。
なお、この戦車の工場における識別名は「オチキス軽戦車38年型Dシリーズ」（Char léger Hotchkiss modèle 38 série D）で、旧型は「Bシリーズ」と呼ばれていた。こうしたことが、戦車の名称に混乱を招く結果となっている。公式には、この戦車は旧型・新型を通してH35だが、当時すでに、新型は「38H」もしくは「39H」と呼ばれ始めていた。
新型は、旧型に比べより背が高く、角張ったエンジンデッキを持っていた。新型の中でも初期の生産車は、デッキ右側のグリルが縦方向だったが、これは直に横方向に変えられた。航続距離は120kmに減少、誘導輪はスポーク状のリブのないタイプに、履帯は2cm広げられて27cm幅に、転輪はゴムリム付きに替えて全鋼製に、マフラーは後ろ向きになり、そしてより大型のベンチレーターが設けられた。
1940年初め、さらなる近代化計画が始められた。これは（一部旧型のH35も含めて）、新型の外部観察装置、超壕能力を増すための尾橇、無線装置、そして対戦車能力を高めた長砲身33口径37mm砲SA38（距離1000mで30mmの貫徹力）を漸次導入するというものだった。新規生産車については同年4月から新型砲が標準化されたが、それ以前に、1940年1月以降、既に配属されている車両に関しても、小隊・中隊・大隊の隊長車を中心に徐々に換装されていった。結果、約半数の隊長車が長砲身装備型となり、計画では1940年後半には全ての車両が換装されるはずであった。
戦後、新型エンジンを持ち、長砲身砲装備でないタイプを「H38」、両方の改良が施されたタイプを「H39」とするのが公式名であるとの誤解が広まった。これは多くの二次資料で現在もなお一般的に使われている。しかし、実のところ「H38」と「H39」はどちらも（武装にかかわらず）新エンジン搭載車体を指す名称であり、戦時中は新エンジン付き車体について、武装の別による呼び分けは行われていない。武装により「H38」「H39」と呼び分けるのは、あくまで非公式な、便宜的なものである。また、ルノー R40の開発と並行して、オチキスにおいてもAMX製サスペンションを付けた「H40」の製作が検討されたが、結局この案は放棄された。

## 戦歴
1940年4月、ドイツのノルウェー侵攻に際し、第342CACCが同国に派遣された。もともとこの部隊は、冬戦争を戦っているフィンランドへの救援軍の一部となるよう考えられていたものだった。この独立部隊は、全て短砲身装備の「H39」15輌を持ち、5月7日、ナルヴィクに上陸して戦闘に参加した。この都市の一時的な解放の後、6月8日、残存の12輌はイギリスに引き上げ、この地で自由フランス軍に加わり、「自由フランス第1戦車中隊（1e Compagnie de Chars de Combat de la France Libre）」となった。同部隊は、1940年と1941年にガボンで、後にシリアで、ヴィシー政権軍と戦った。
第二次世界大戦勃発時、受領リストによれば、640輌のオチキスが配備されていた。配備表では多少数字がずれるが、「H35」は300輌が騎兵部隊にあって、うち232輌が10個騎兵中隊に、44輌がデポに、そして8輌が修理のために工場にあり、16輌が北アフリカにあった。100輌が歩兵部隊で使用中で、うち90輌によって2個大隊が編成されており、6輌が補充用の予備車両、2輌が操縦訓練用だった。「H39」は、騎兵部隊では16輌が北アフリカの部隊、6輌がデポにあり、180輌が歩兵科の4個戦車大隊の配備車両、14輌が同予備車両となっていた。
さらに連合国内で軽戦車の生産能力を単一車種に集中させることが決定され、その車種にオチキスが選択された。1941年夏に大攻勢を行う合意が成されていたが、多数の装甲師団が装備するに足る機動性を、オチキスは持っていると判断されたためである。この目標に向け、イギリス、ポルトガルの重工業もオチキス用の鋳造装甲部品の生産を担うこととなっていた。これにより、1ヵ月の生産台数は300輌に引き上げられ、さらに1941年3月からは月産500輌になる予定で、うち75輌分は、月に9輌のシャールB1と交換でイギリスからもたらされる計画だった。対して、歩兵随伴用として有用とされたルノーR40は月産120輌の予定であった。
結局、この計画はドイツのフランス侵攻により御破算となった。
1940年5月、騎兵部隊においては、3個軽機械化師団内の、それぞれ2個戦車連隊（各47輌）がこの車種で編成されており、その他、第9、第25機械化歩兵師団にAMRとして各16輌、第3DML（22輌）、5個軽騎兵師団（各16輌）が本車を保有していた。
歩兵部隊では、先述の2個独立軽戦車大隊（第13および28戦車大隊）のほか、3個機甲師団に2個ずつの軽戦車大隊が新しい「H39」装備だった。
このように、ほとんどのオチキス戦車は、規模の大きい機械化部隊や、より大型の戦車を核とした装甲師団内に集中して配備されたが、ここにはいささかのミスマッチもあった。というのも、低速の旧型「H35」が快速のソミュア S35と一緒にされ、より速い新型「H39」が低速のシャールB1に付けられたからである。
また、オチキスの大部分は依然として短砲身37mm砲装備だった。いくつかの特別編成、再編成の部隊が、侵攻が始まった後にオチキス装備で作られた。これには40輌を装備した第4DCR、47輌を装備した第7DLMを含む。これら新編成の部隊は、長砲身付きの車両で編成されていた。侵攻が始まった5月、生産は月産122輌のピークに達し、6月までに、総計1092輌が供給されていた。
北アフリカのフランス植民地軍では、公式には27輌（13輌のH35と、14輌の「H39」）がアフリカ第1戦闘連隊に配属されており、これらは休戦時の状態でそのままそこに置かれた。その他5輌がモロッコに秘匿されていた。これらは1942年11月のトーチ作戦初期にカサブランカ近郊で連合軍と戦い、4輌のM3もしくはM5スチュアートを破壊した。連隊はその後連合軍に加わり、M4シャーマンで再装備された。
戦後、若干のオチキス戦車が、植民地のフランス警備軍、および在ドイツの占領軍によって使われた。

## ドイツでの使用状況

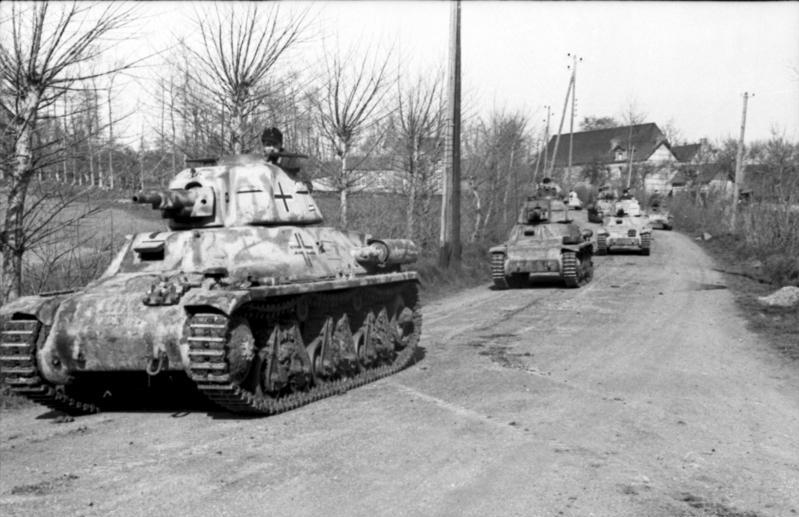
ドイツ軍で運用されるPanzerkampfwagen 38H 735(f)

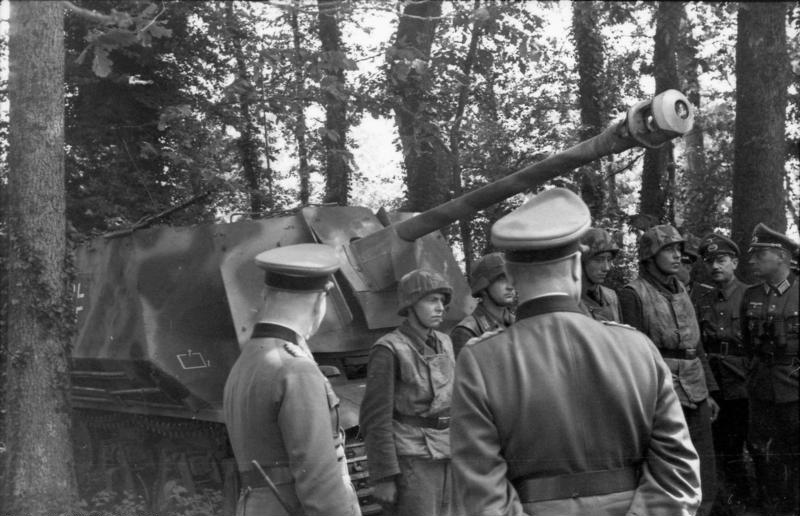
第21戦車師団を閲兵中のロンメル元帥と、7.5cm PaK40(Sf) auf Geschützwagen 39H(f)

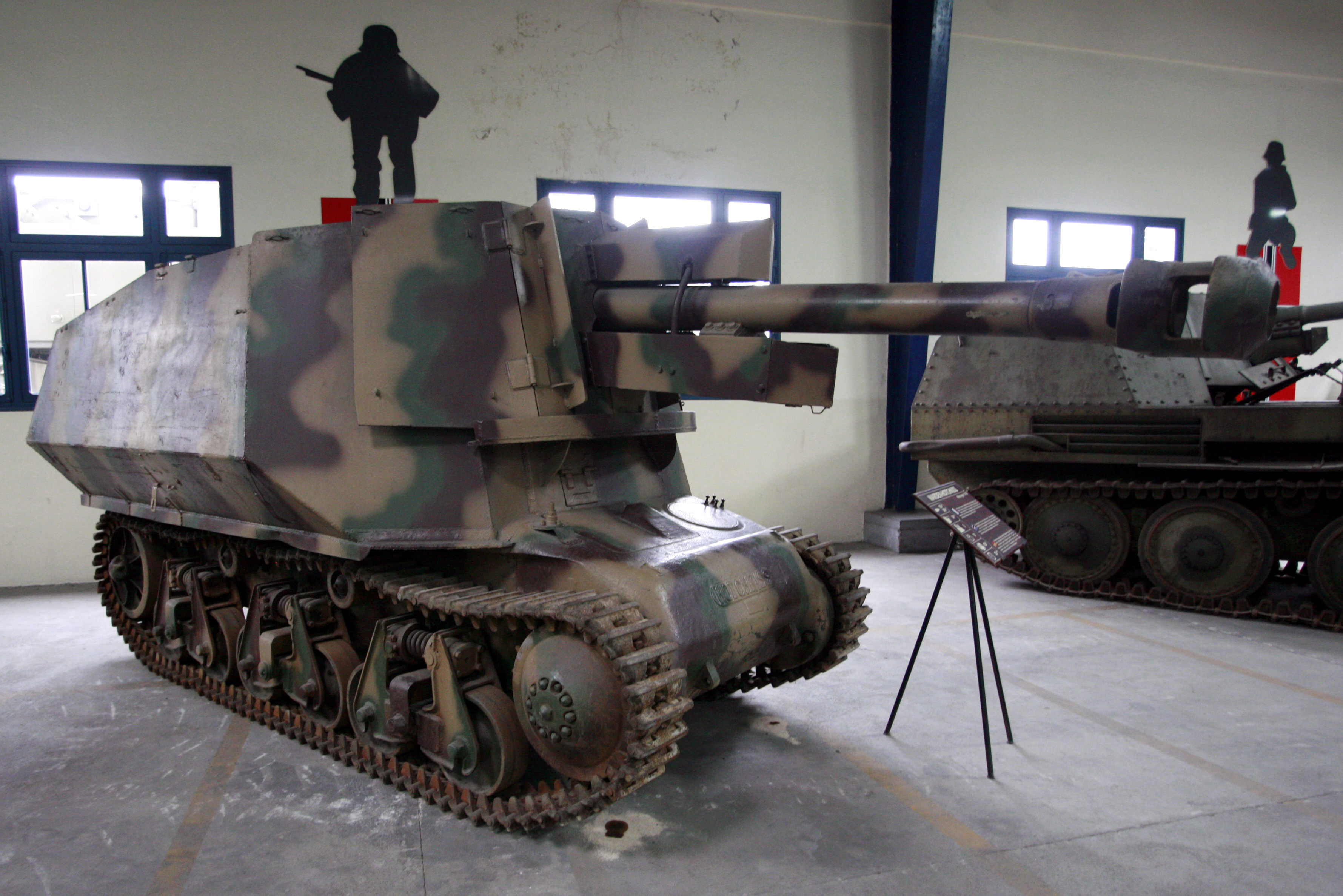
野戦榴弾砲を搭載する10.5cm leFH18(Sf) auf Geschützwagen 39H(f)

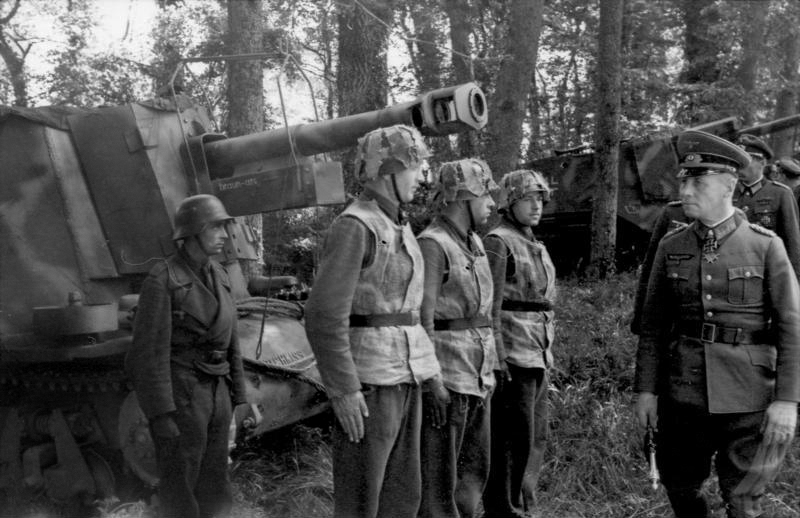
手前の車輌は旧型砲搭載の10.5cm leFH16(Sf) auf Geschützwagen 39H(f)

ドイツは約550輌のオチキスを鹵獲し、戦車型のままで主に占領地の警備任務に使用した他、各種改造車両のベースとして活用した。1943年6月時点で、なお戦車型のままのオチキスが361輌、装備リストに記載されていたが、1944年12月には60輌に減少している。
Panzerkampfwagen 35H 734(f)
標準の戦車型、旧型エンジンの「H35」。低性能のためか、H38に比べあまり使用された形跡はない。

Panzerkampfwagen 38H 735(f)
標準の戦車型、新型エンジンの「H39」。フランス本国同様、ドイツ軍も新型エンジン付き車両の中での武装の差異による分類、いわゆる（戦後資料で言うところの）「H38」と「H39」の明確な区別は行っていなかった。主に占領地の警備任務に使用した。ただし、第211独立戦車大隊のみは、バルバロッサ作戦当時にフィンランドに配備された。これは、フランス製兵器を装備したドイツ軍部隊では、初の実戦投入とされる。一部は警戒用として装甲列車の編成内に搭載された。ほとんどの車両は、車長の視界確保のため、オリジナルのキューポラの上部を切り欠いて両開きハッチを付ける改装を行っていた。また多くの車両は無線機が増設され、この場合、通常右側フェンダー後部に三脚架台付きでアンテナを装着した。
Panzerkampfwagen 38H(f) mit 28/32cm Wurfrahmen
通常の戦車型をベースに、Sd Kfz 251/1装甲兵員輸送車に対しての改装と同様、28cmまたは32cmロケットランチャー(ヴルフラーメン40)を装着したもの。発射枠は片側に3基ずつが装着された。
Mörserzugmittel 38H(f)（砲牽引車）
Munitionsschlepper 38H(f)（弾薬運搬車）
多数のH39が砲塔を外し、牽引車や弾薬運搬車として使用された。

7,5cm PaK40(Sf) auf Geschützwagen 39H(f)
1942年、24輌がロレーヌ牽引車同様の改装を行い、75mm対戦車砲Pak40搭載の対戦車自走砲となった。これらはロレーヌ車体の自走砲と同様、俗に「マーダーI」と呼ばれることもある。フランス駐留の部隊で使用された。

10,5cm leFH18(Sf) auf Geschützwagen 39H(f)
1942年、48輌が改装された。砲搭載に伴い、エンジンは車体後部左側に移されている。フランス駐在の第8機甲砲兵大隊に配備された。現存写真では、LeFH18ではなく、同口径だが旧型のLeFH16野砲を搭載している車両も確認できるが、これが48輌中に含まれるのかどうかははっきりしない。
Großer Funk- und Befehlspanzer 38H(f)
上部車体を取り払い、新たに傾斜装甲の戦闘室を設けた無線指揮車仕様。24輌が改装された。

Panzerbeobachtungswagen auf 38H(f)
10,5cm leFH18(Sf) auf Geschützwagen 39H(f)と組み、前方に進出し着弾観測を行う砲兵用観測車。やはり傾斜装甲の戦闘室が設けられ、上面開口部周りに砲兵鏡と防盾付きMG34機銃1挺を装備している。

## フランス、ドイツ以外の使用国
ポーランド
3輌の「H39」仕様のオチキスが1939年7月にポーランドに輸出され、ポーランド軍の装甲部隊技術調査室（Biuro Badań Technicznych Broni Pancernych）においてテストされた。1939年のドイツ軍ポーランド侵攻の際、9月14日、キヴェルツェにおいてオチキスは3輌のルノー R35とともにユゼフ・ヤクボヴィチ中尉の臨時編成の「半中隊（R35戦車独立中隊）」に配備された。部隊はドゥブノ戦闘団に組み入れられたが、ドイツ軍やソ連軍、蜂起したウクライナ民族主義者との戦闘を続け各地を移動する中で、撃破や故障により全車を消耗した。
 トルコ
1940年2月、2輌がトルコに輸出された。
 ブルガリア
1943年、ドイツは19輌の「H39」を訓練用としてブルガリアに供与した。ブルガリア軍はそれ以前に入手したルノー R35でフランス戦車に懲りており、オチキスにも興味はなかったが、本来ブルガリアが訓練用として欲したI号戦車が、すでに未改装のものが用意できなかったため、その代わりに供与されたものだった。後、これらの車両は警察部隊で使用された。
 ハンガリー
1944年、15輌がドイツから供与された。
 クロアチア独立国
少数がドイツから供与された。
 イスラエル
戦後、10輌の「H39」が秘密裏にイスラエルに売却された。これらは1948年にマルセイユからハイファに船便で送られ、少なくとも1輌は1952年までイスラエル軍で使われていた。

## 登場作品
『コンバットチョロQアドバンス大作戦』
「オチキス」として登場。敵としても登場する。
『World of Tanks』
フランス軽戦車Hotchkiss H35として開発可能。ドイツ軽戦車Pz.Kpfw. 38H 735(f)として販売。
『R.U.S.E.』
フランスの軽戦車としてH39の名称で登場。
『War Thunder』
フランス陸軍の軽戦車H.35及びH.39として登場。H.39は初期車両で、H.35は初期車両から外され現在はランクIIを開発することで入手できる。
『パンツァーフロント Ausf.B』
フランス戦線のマップでH39の名称で登場。
『虫けら戦車』
『トータル・タンク・シミュレーター』
フランスの改軽戦車としてH35が登場。
『カンパニーオブヒーローズ』
ドイツ軍の戦車として4号と切り替えが出来る(さらに歩くスツーカも装備できる)